# فن المطروز

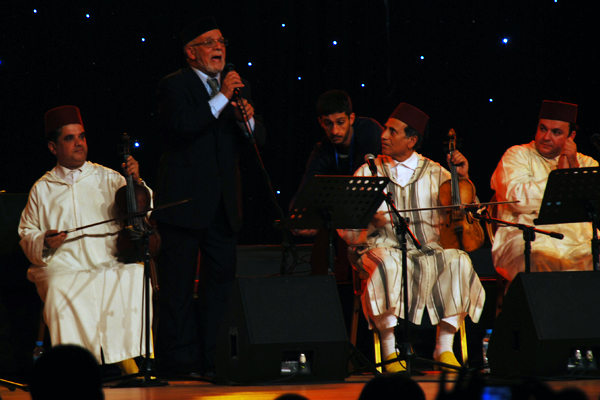

فن المطروز نوع من موسيقى الطرب الغرناطي، تمزج فيها أنغام عربية وعبرية بالموسيقى اليهودية الإسبانية والموسيقى اليهودية العربية والمغاربية الأندلسية إلى جانب الموسيقى الشرقية وموسيقى العصر الوسيط، لتُشكّل معزوفة موسيقية تجمع بين أبعاد مسرحية وشعرية وأدبية تمتد جذورها وتترسخ بشكل واضح في أعماق التراث المغاربي. يتموقع فن المطروز في مفترق الطرق بين ما هو ديني وما هو دنيوي, يستوحي أشعاره وأنغامه من تقاليد الشعر اليهودي العربي وينهل من نبع الحضارة الأندلسية.

## تاريخ
يُعد فن المطروز أحد الفنون الموسيقية العريقة التي جمعت التراث العربي المسلم، بقرينه اليهودي العبراني من خلال قصائد مُغنَّاة على ألحان الطرب الغرناطي الذي ذاع صيته في بلاد الأندلس، مؤرخًا لحقبةٍ اندمجت فيها الثقافتان اليهودية والمسلمة وامتزجت روافدها الأدبية والموسيقية.
تعودُ أصول انتشار الغناء اليهودي في المغرب وباقي بلدان الشمال الأفريقي إلى حملات التهجير التي تعرض لها اليهود والمسلمين من أرض الأندلس، بعد سقوط الحكم الإسلامي بها، حيث أقامت جالية من اليهود الأندلسيين في المغرب ويعودُ لها الفضل في ظهورِ العديد من الأنوع والأنماط الموسيقيّة بما في ذلك فن المطروز والذي أسهمَ نخبةٌ من الفنانين اليهود في تقديم إضافة نوعية له.

## حاضر
لا زال فنُّ المطروز حاضرًا في بعض الأوساط المغربيّة، فقد سبق للفنان المغربي عبد الرحيم الصويري أن أحيا عام 2014 في إطارِ فعاليات الدورة الحادية عشر لمهرجان الأندلسيات الأطلسية المقام بمدينة الصويرة حفلًا رفقة الحاخام اليهودي المغربي حاييم لوك وفيه عزف الاثنان وسط حضور جمهوري كبير مقطوعات من فن المطروز الأندلسي حيثُ نُظمَت أشعاره باللغة العربية والعبرية في آن معًا في مزيج شعري وموسيقي يجمعُ بين الثقافة الإسلامية ونظيرتها العبرانية مُؤرّخًا لقرونٍ من التعايش السلمي بين اليهود والمسلمين في الحواضر العربية.
هذه قائمةٌ مصغّرة بأبرز من غنَّى فن المطروز أو ساهمَ بطريقةٍ من الطرق فيه:
| - زبيدة الإدريسي - بهاء روندا | - فرانسواز أطلان - حاييم لوك | - أوركسترا مدينة وجدة - فرقة العربي التلمساني للطرب الأندلسي |

## طريقة الأداء
عادةً ما يُؤلَّف الشطر الأول لأشعار أغان فن المطروز باللغة العربية فيما يُنظَم شطرها الثاني باللغة العبرية، وتؤديها الفرق الموسيقية على ذات الإيقاعات والألحان الأندلسية الغرناطية.

## وصلات خارجية
- أوركسترا مدينة وجدة مع فرانسوا أطلان على يوتيوب
- بهاء روندا مع فرانسوا أطلان على يوتيوب
- لله يا لغادي للصحراء شوفلي غزال على يوتيوب